# 안토니오 피가페타
안토니오 피가페타(Antonio Pigafetta, 1491년 - 1534년)는 이탈리아 학자, 항해가이다. 베네치아 공화국 비첸차 출신으로, 포르투갈 출신의 선장 페르디난드 마젤란과 함께 카를 5세의 명령을 받아 향신료를 찾기 위해 인도로 항해를 했다. 이 탐사를 떠나는 동안, 그는 마젤란의 조수로서의 역할을 했으며, 이후 세부아노 어를 번역하는데 도움이 되는 정확한 여행일지를 남겼다. 이것은 또한 세부아노 어에 대한 최초의 기록 문서였다.
피가페타는 1522년 3년 전 출발한 240명의 선원 중 살아서 스페인에 귀환한 18명의 사람 중 한 사람이었다. 그 여행은 최초의 세계일주였으며, 마젤란의 사후 후안 세바스티안 엘카노가 그의 역할을 대신했다. 피가페타의 여행기록(《최초의 세계일주 항해에 대한 보고서》)은 마젤란과 엘카노의 항해에 대해 우리가 알고 있는 많은 것들에 대한 소스를 제공했다.
1931년 진수된 이탈리아 해군 전함 중 하나는 그의 이름을 따서 명명되었다.

## 유년기
피가페타는 이탈리아 베네치아 공화국의 부유한 귀족 가문에서 태어났다. 어릴 적부터 천문학, 지리학과 작도법을 공부했다. 16세기 초반 선원으로 ‘나이츠 오브 로즈’라는 배에서 복무를 했다. 1591년까지 교황 대사 프란체스코 끼에레가티를 스페인까지 동행하기도 했다.

## 항해

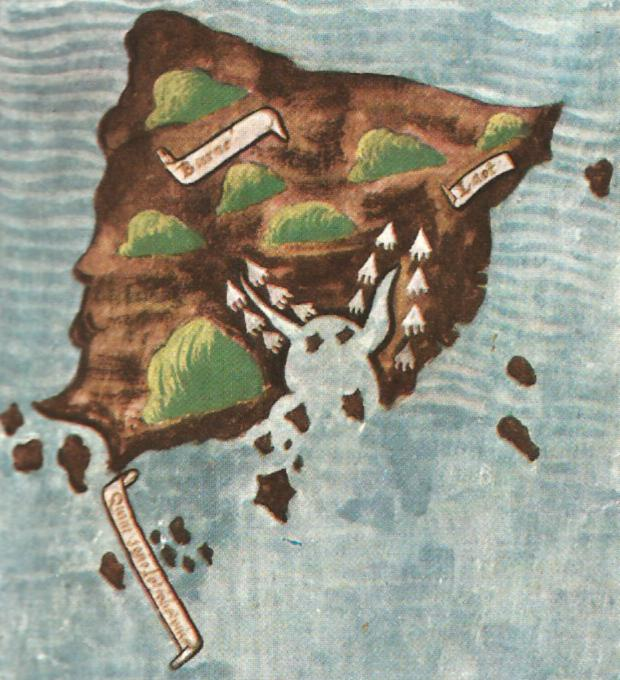
피가페타가 그린 보르네오 지도

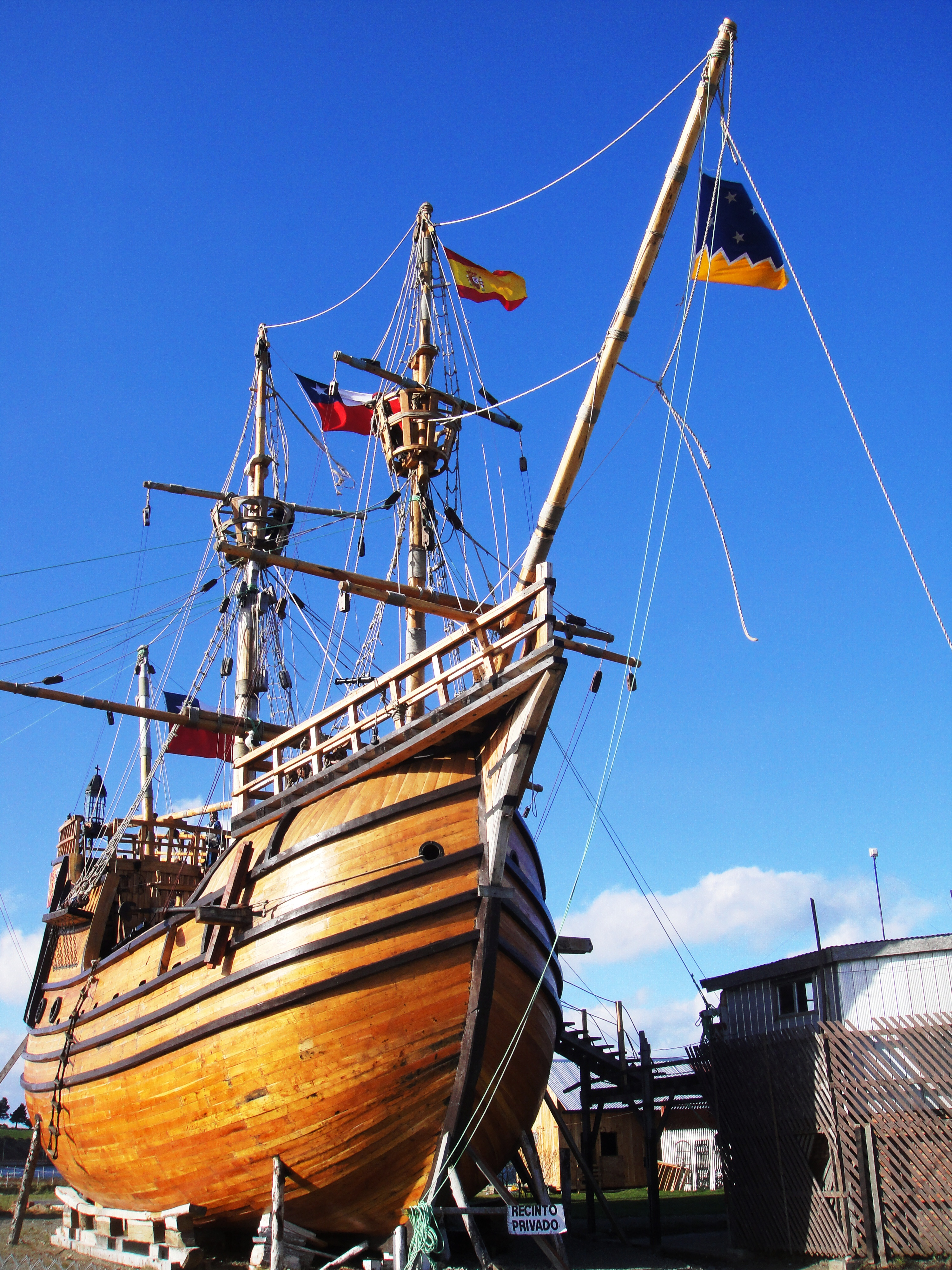
푼타 아레나스에 있는 빅토리아 호 복제품

세비야에서, 안토니오 피가페타는 마젤란의 탐사 계획에 대해 들었고, 임시고용인의 직책으로 승선하는데 선발되었으며, 급여는 짠 1천 마라베디스였다.
여행을 하는 동안, 피가페타는 탐사대가 방문한 곳곳의 주민과, 식생, 날씨, 지리에 대한 방대한 자료를 수집했다. 그의 꼼꼼한 노트는 항해 정보와 언어 자료가 포함되었으며, 생생하고, 자세한 형식으로 인해 이후의 탐험가와 지도작성자들, 사학자들에게까지 가치를 따질 수 없는 것이었다.
그 여행을 끝까지 마친의 유일한 선원은 정식 항해 일지를 쓰는 빅토리아 호 최후의 선원 프란시스코 알보였다.

## 귀환
피가페타는 마젤란이 막탄 전투에서 라푸라푸 추장에게 전사한 필리핀 막탄섬에서 그도 부상을 당했다. 그럼에도 불구하고, 그는 후안 세바스티안 엘카노와 〈빅토리아 호〉에 동행하여 스페인으로 돌아왔다.
1522년 8월, 항해를 떠난 지 3년 만에 카디스 주에 있는 산루카 데 바라메다 항에 돌아오자마자, 피카페타는 베네치아 공화국으로 귀환을 했다. 그는 그의 경험을 〈최초의 세계일주 항해에 대한 보고서〉(Relazione del primo viaggio intorno al mondo)로 집필했으며, 이것은 이탈리아어로 쓰여졌다. 비록 일부가 1525년 파리에서 출판되었지만, 필사본은 18세기 말까지 전체를 출간하지 못했다. 원본은 보존되어 있지 않다.